# Voici venir les rêveurs
Voici venir les rêveurs (titre original : Behold the Dreamers) est un roman de l'écrivaine camerounaise Imbolo Mbue, publié en 2016 aux éditions Random House (États-Unis) et en 2017 en France chez Belfond. Lauréat du Prix PEN/Faulkner en 2017, ce premier roman explore les thèmes de l'immigration, des inégalités sociales et du rêve américain à travers le destin croisé d'une famille camerounaise et d'un couple de la haute finance new-yorkaise lors de la crise financière de 2008.

## Résumé
Jende Jonga, immigré camerounais sans-papiers, est engagé comme chauffeur par Clark Edwards, un dirigeant de Lehman Brothers. Alors que la famille Jonga voit dans ce emploi une opportunité de stabilité, la crise de 2008 précipite la chute des Edwards, entraînant des conséquences dramatiques pour les deux ménages. Le roman alterne entre Harlem et les quartiers huppés de Manhattan, dépeignant les illusions du rêve américain et les sacrifices des sans-papiers.

## Contexte et inspiration
Imbolo Mbue, née à Limbé, s'est inspirée de son arrivée aux États-Unis en 1998 et des conséquences de la crise des subprimes. Elle décrit une "Amérique divisée" où les opportunités promises aux immigrés se heurtent aux réalités économiques et juridiques.

## Réception
Le roman a reçu le Prix PEN/Faulkner en 2017 et a été traduit dans plus de 10 langues. En France, il a été salué pour sa "puissance narrative" et sa "portée sociale". La Fnac l'a inclus dans ses sélections littéraires en 2017.

## Analyse
L'œuvre est souvent comparée à Americanah de Chimamanda Ngozi Adichie pour son traitement des questions migratoires. Les critiques soulignent son équilibre entre empathie pour les personnages et dénonciation des inégalités systémiques.